# 元音字母
元音字母（vowel letter）或母音字母，是指語言裡起着發聲作用的字母。元音又作“母音”，就是這個意思。
在拉丁字母中，A、E、I、O、U通常都是元音字母。然而，具體的定義還是視乎各種語言的定義。例如，在威爾士語，W和Y也是元音字母；捷克語用上了R來表示其中一個捲舌的元音，所以在捷克語中，“R”也是一個元音字母。另外，在印度次大陸的不少語言，都有元音化r及元音化l這兩個特殊元音。香港開埠初期，當地通行廣州話，而廣州話的“子”、“四”等字的元音（韻母），在外國人聽起來，就好像英語的“Z”音，所以殖民地官員用上了Z來拼這些字，變成了“Tsz”、“Sz”。這麼說來，連“Z”也可以變成元音字母了。國語的注音二式和耶魯拼音也都是如此。所以，要看一個字母是否元音字母，並不能死記，而要隨同不同的語言而有變化。希臘字母的道理也相同，因為在特殊的程況下“Η”可以不是元音字母，而是標示/h/音的字母。
對於其他採用拼音文字的語言來講則比較簡單，因為它們都有特定的字母來表示元音。

## 參看
- 元音 - 鼻化元音 - 辅音字母